# Campoplex quadrimaculatus
Campoplex quadrimaculatus là một loài tò vò trong họ Ichneumonidae.